# Cytopathischer Effekt

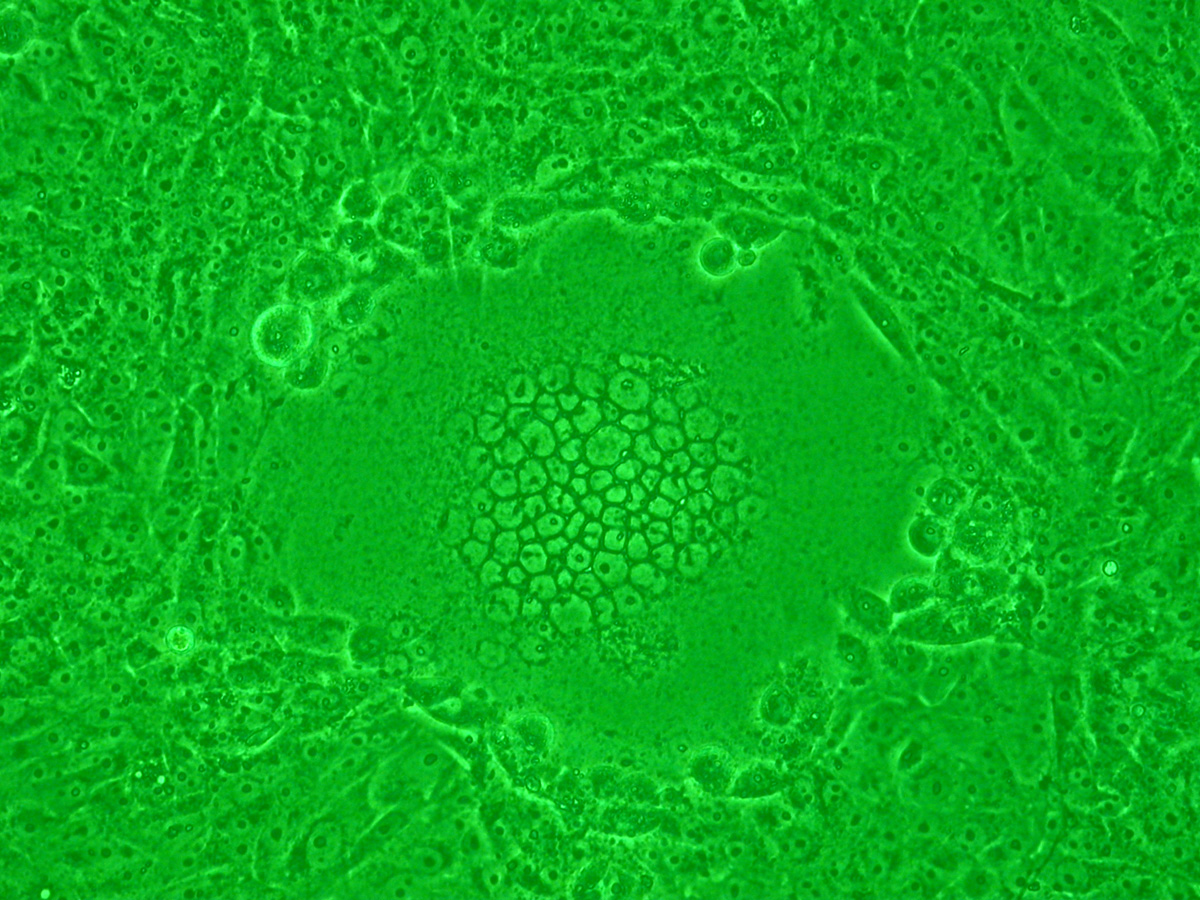
Cytopathischer Effekt: Synzytiumbildung, Phasenkontrastmikroskopie

Zytopathogene Viren verursachen charakteristische morphologische Veränderungen der infizierten Zelle, die für bestimmte Virusarten typisch sind. Diese Veränderungen werden unter dem Oberbegriff cytopathischer Effekt (CPE) oder zytopathischer Effekt zusammengefasst.
Der CPE ist notwendig für die Virusdiagnostik und histologische Begutachtung von pathologischem Material zur Differentialdiagnose.
Es werden verschiedene Ausprägungen des CPE unterschieden:
- Abrundung der Zellen und Loslösung aus dem Zellverband mit nachfolgender Lyse (z. B. durch Picornaviridae)
- Bildung mehrkerniger Riesenzellen (Synzytien), beruhend auf Zellverschmelzung (z. B. Paramyxoviridae)
- Bildung einkerniger Riesenzellen (Cytomegaloviren)
- Bildung von Einschlusskörperchen (z. B. Pockenviren, Adenoviren, Tollwutviren)

In der Virusdiagnostik wird der CPE beim Plaque-Assay zur Bestimmung von Viruskonzentrationen ausgenutzt.